# Sertanejos

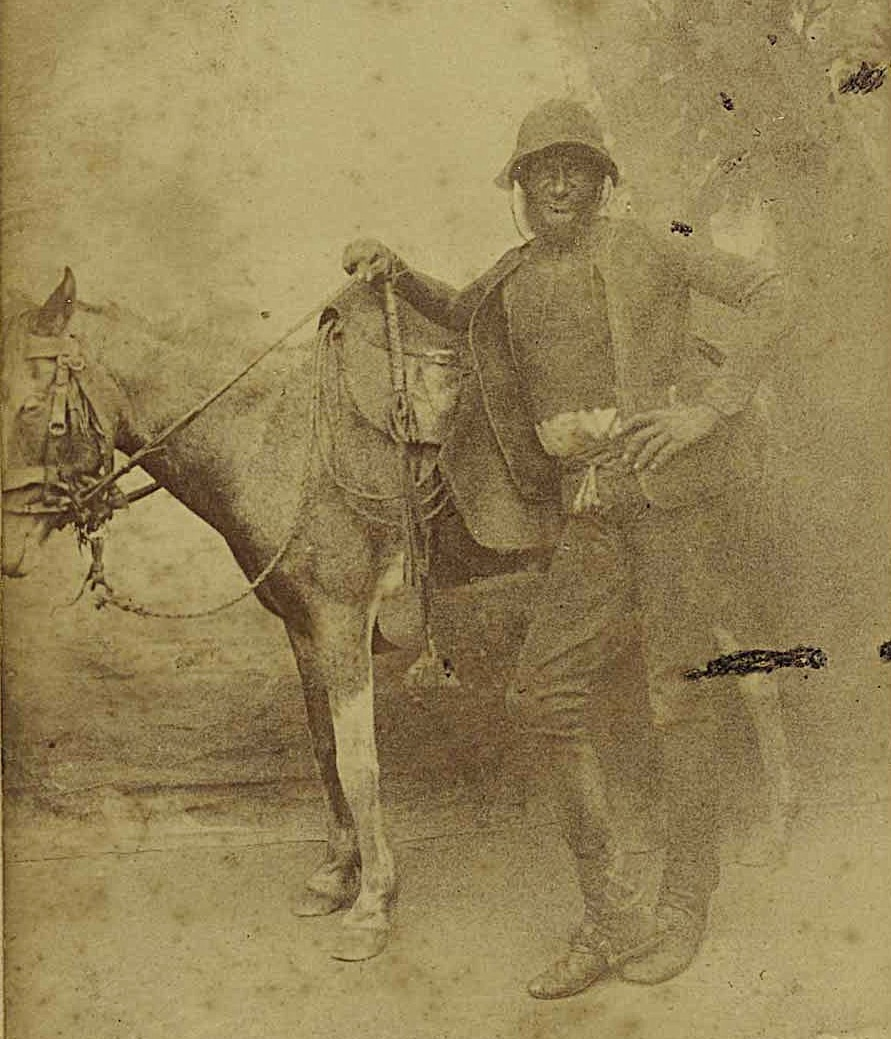
Tipos de Feira de Santana, Bahia - typos do norte 1880 by Thereza Christina Maria.

O povo sertanejo é um povo que habita campos de roça e estão ligados à pecuária e agricultura no Sertão nordestino e nas áreas de Agreste de vegetação Caatinga. Sua origem remonta ao século XVI.
O povo sertanejo foi formado, sobretudo, pela miscigenação entre portugueses e indígenas falantes de línguas macro-jê, com participação também do negro, majoritariamente na condição de livre.
O sertanejo é considerado, por muitos, o estereótipo do homem nordestino, sendo comparável ao caipira ou ao gaúcho. Também recebe outras nomelculturas, como; sertanejo nordestino ou caatingueiro. Sua estética representativa vem dos vaqueiros (que também influenciaram os cangaceiros).

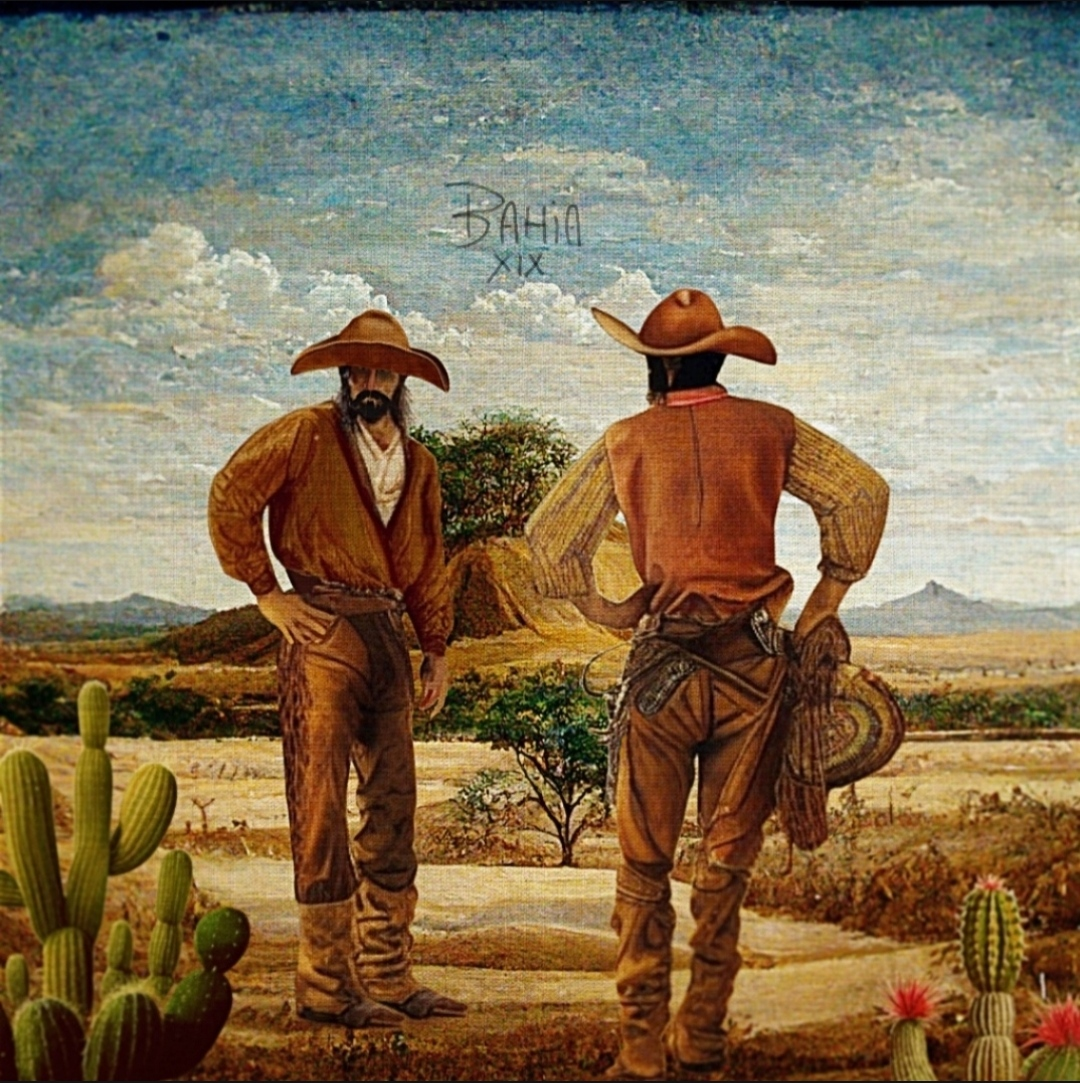
Sertanejos na caatinga, Bahia, gravura da década de 1810.

## Origem e modo de vida

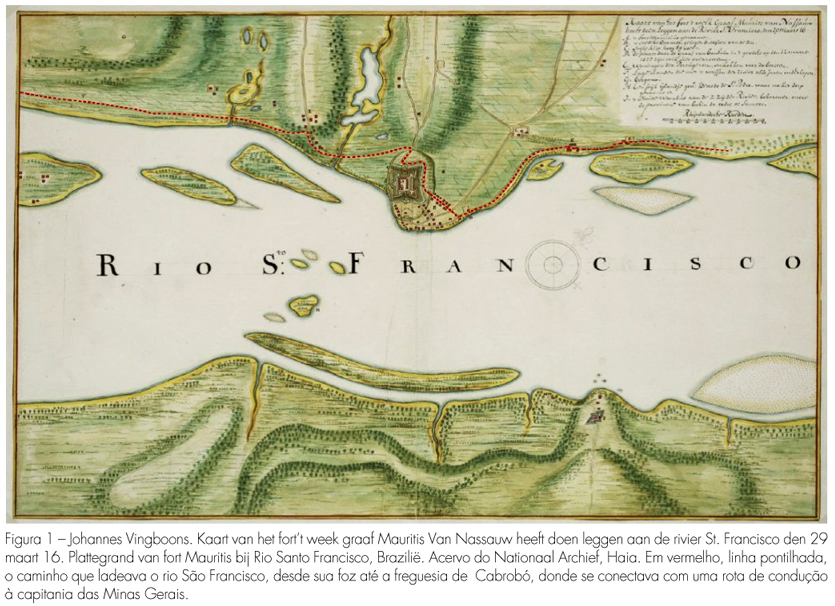
Em vermelho, os currais da margem esquerda do Rio São Francisco, área dominada pela família d'Ávila, da Bahia. Mapa do século XVII, de Jan Vigboons.

O gado bovino foi introduzido na Zona da Mata nordestina na administração de Tomé de Sousa (1549-1553) e inicialmente eram diretamente ligados ao ciclo do açúcar, pois esses animais serviam de tração animal para os canaviais e alimento. Com o passar das décadas, os rebanhos bovinos se multiplicaram e trouxeram transtornos às plantações de cana. Esse fator, somado às invasões holandesas, nas quais muitos pastos de engenhos de açúcar foram destruídos e muitos opositores ao domínio holandês tiveram que se refugiar no interior, e à rigidez social do ciclo do açúcar, que exigia apenas alguns trabalhadores livres, fez com que brancos, mamelucos, mulatos e negros dos núcleos litorâneos da Bahia e de Pernambuco se dirigissem para a Caatinga, junto com o gado, como vaqueiros e ajudantes. A colonização do semiárido nordestino ocorreu principalmente durante o ciclo do gado entre os séculos XVI e XVIII e seguiu o curso dos seus rios, como o São Francisco, Parnaíba, Itapicuru, Vaza-Barris, Apodi, Piranhas-Açu, Jaguaribe, Acaraú e Gurgueia, em cujas margens se formaram muitas fazendas de gado. Os vaqueiros e ajudantes entraram em conflito com os indígenas, apesar de haver uma miscigenação contínua com os indígenas nas Caatingas e ameríndios terem se tornado vaqueiros.
O ciclo do gado começa na Bahia no século XVI, cuja primeira menção ao vaqueiro já ocorre ainda nesse mesmo século. Havia dois grandes latifúndios que dominavam o Sertão nordestino: a Casa da Torre (localizada no recôncavo baiano) da família Garcia d'Ávila, e a Casa da Ponte, da família Guedes de Brito (do sertão baiano). Estes latifúndios eram divididos em fazendas menores, as quais eram alugadas para os vaqueiros.
A pecuária na Caatinga era uma atividade que demandava pouca mão-de-obra, a qual era predominantemente livre, embora algumas regiões, como o Piauí, tenham usado a mão-de-obra do africano escravizado em larga escala. O gado era criado solto e criava-se também cavalos, para a locomoção dos vaqueiros.
A região do Alto Sertão Baiano e grande parte da Chapada Diamantina teve uma formação histórica e social diferentes do restante do Sertão. Foram ocupadas nos séculos XVIII e XIX não só por causa da pecuária, mas também por causa da extração de pedras preciosas e atividades atreladas, utilizando-se da mão-de-obra do africano escravizado em larga escala. Apesar disso, esses sertanejos baianos possuem um forte caráter rural.
A vida dos sertanejos era difícil, o que se deve muito às secas. Havia abundância apenas de leite e carne e utilizavam-se do leite coalhado e do queijo apenas para o próprio consumo. Possuíam roçados, nos quais, nas épocas úmidas, plantavam alimentos como milho, mandioca e feijão. A farinha de mandioca juntou-se à carne, originando a paçoca, um prato típico sertanejo. Do couro dos bois produzia-se diversos artefatos cotidianos do sertanejo, como cabanas, cantis, mochilas, leitos e vestimentas.
Darcy Ribeiro comparou os vaqueiros e lavradores sertanejos aos camponeses em servidão na Europa Feudal, visto que ambos nasciam e viviam na região de seus pais e avós, ficavam presos a uma terra que não lhes pertencia e tinham que pagar altos impostos ao proprietário das terras que utilizavam, o qual, grande parte das vezes, residia no litoral.
Os contatos entre sertão e litoral eram esporádicos, ocorrendo apenas em determinadas épocas do ano, por meio de feiras em que se reuniam criadores e comerciantes, muitas das quais deram origem a núcleos de povoamento, embriões de cidades atuais como Feira de Santana (BA), Campina Grande (PB), Pastos Bons (MA), Serra Talhada (PE) e Oeiras (PI).

## Cultura
O principal estilo de música do povo sertanejo é o forró, que também é um estilo de dança e engloba também estilos como o xaxado, xote e baião e tem, dentre seus vários nomes, Luiz Gonzaga, Jackson do Pandeiro e Dominguinhos. 
Na literatura sertaneja, destacam-se a literatura de cordel, que aborda histórias, situações e o folclore e muitas vezes é pendurado, e o repente, ritmo musical e poético caracterizado pela rima e improviso.  
A vaquejada também faz parte da cultura sertaneja, sendo um esporte e manifestação cultural em que dois vaqueiros montados a cavalo precisam derrubar um boi.
Outra característica do povo sertanejo é a forte religiosidade católica, com devoção a santos como São José e a beatos como o Padre Cícero.

### Culinária

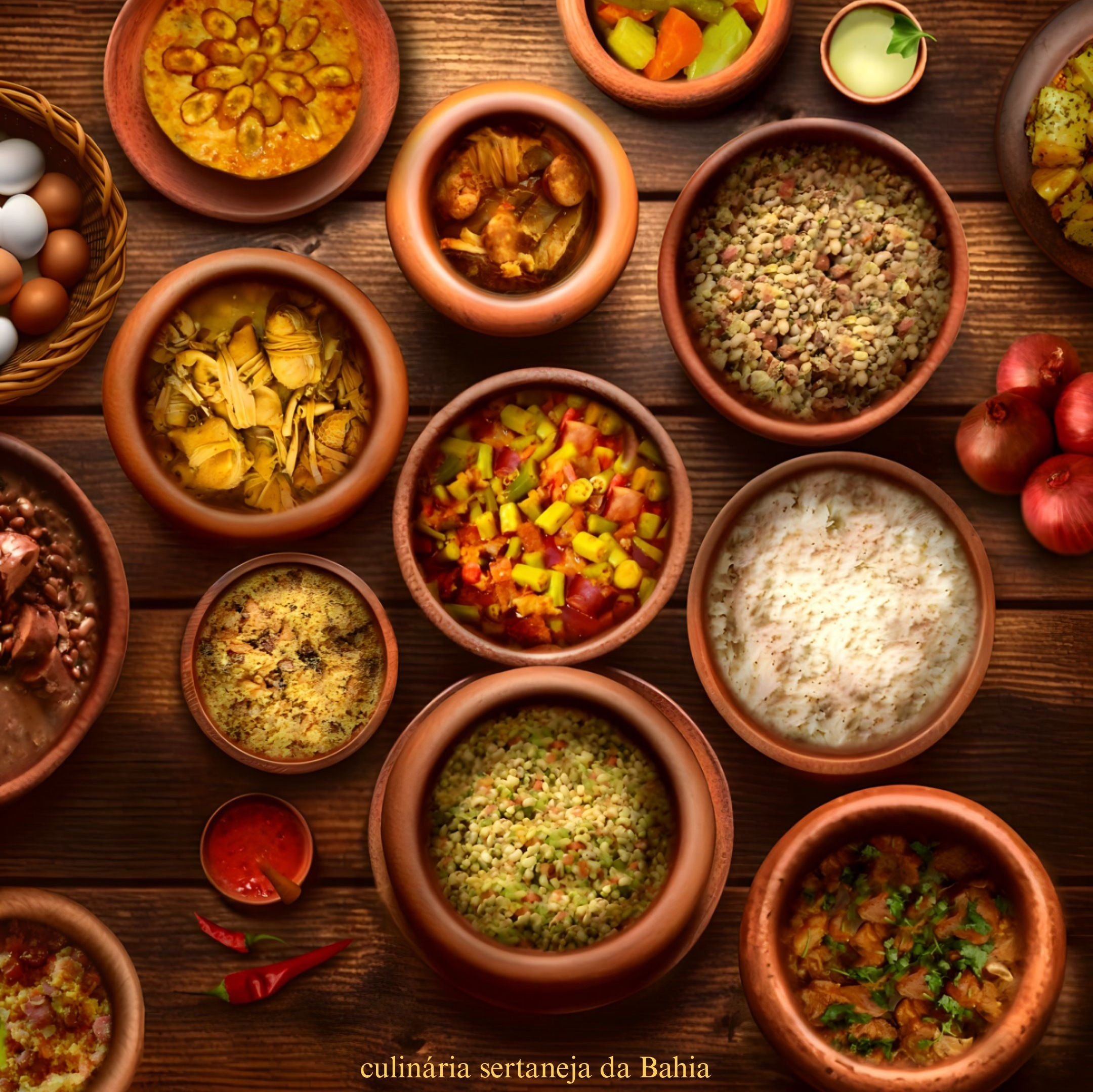
Diversidade de iguarias na culinária sertaneja da Bahia.

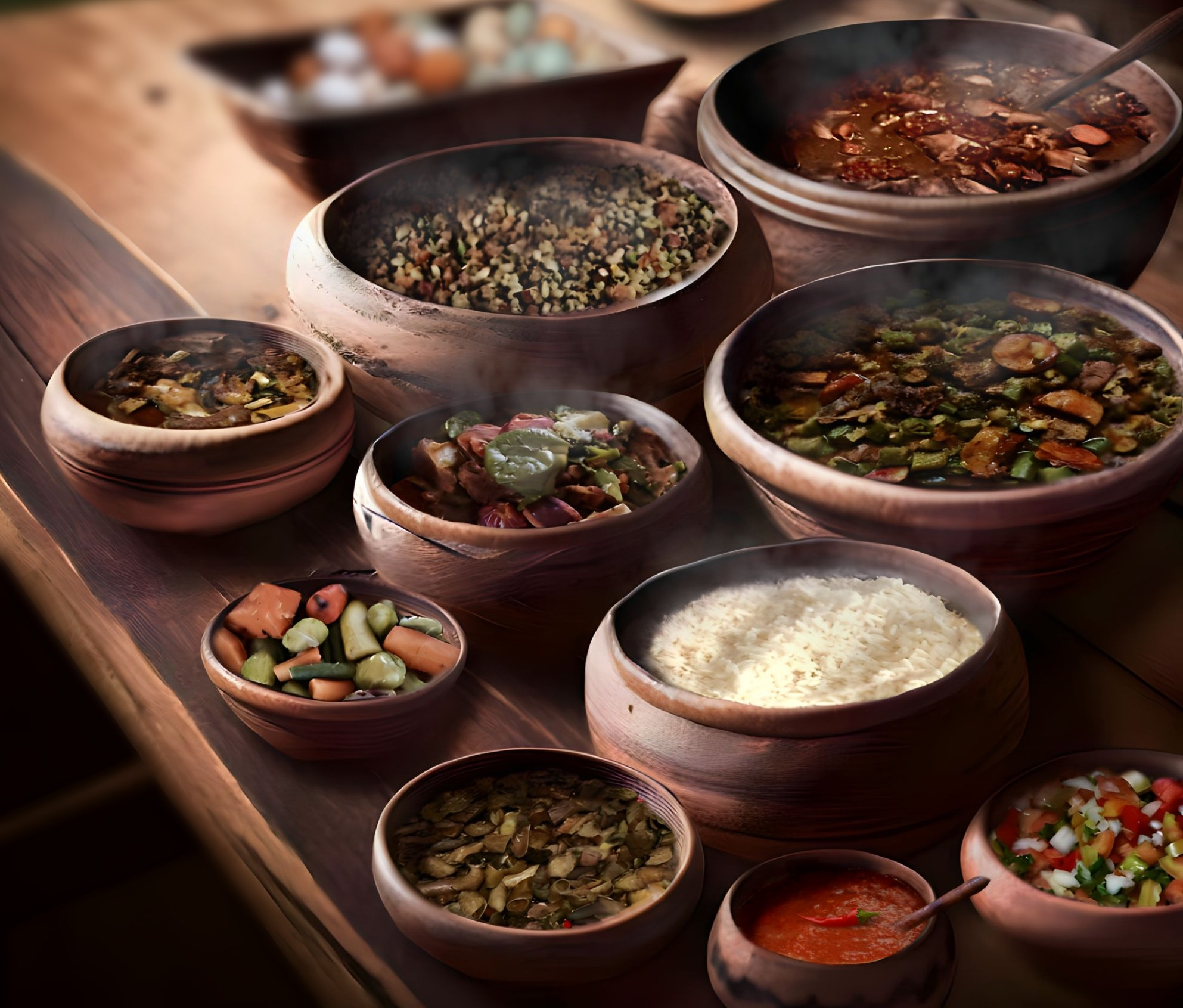
Cozinha sertaneja da Bahia.

A culinária sertaneja é muito antiga, sendo uma das mais diversas e ricas em sabores, tendo diversas variações de estado para estado. Esta culinária, por ser muito consumida em uma região semiárida, se adapta às condições climáticas adversas da região. Ingredientes como carne seca, mandioca, milho, feijão e outros alimentos que se adaptam ao clima seco são muito presentes no cardápio do povo sertanejo, independente do estado, sendo isto o que faz ligar todos os estados do Nordeste a essa culinária, mesmo com as diversas variações de cada estado.
A culinária do povo sertanejo é fruto da antiga miscigenação de povos no Nordeste brasileiro, principalmente entre europeus, africanos, indígenas e árabes, o que faz dessa gastronomia extremamente rica, levando como ingredientes e elementos desses povos. O mininico de carneiro, um dos pratos consumidos no interior da Bahia, tem influência árabe.

## Localização

Mapa das sub-regiões da Região Nordeste do Brasil, sendo o Sertão nordestino a de número 2 no mapa. Apesar do termo e da divisão apresentada no mapa, o povo sertanejo vive nas zonas rurais das 4 sub-regiões.